# Spizocorys sclateri
Spizocorys sclateri là một loài chim trong họ Alaudidae.